# Johan Christoffer von Morian (1752–1811)
Johan Christoffer von Morian, född 18 november 1752 i Bjärnå socken, död 23 januari 1811 i Pernå socken, var en finländsk ämbetsman.

## Biografi
Johan Christoffer von Morian föddes 1752 på Mälkkilä i Bjärnå socken. Han var son till lagmannen Johan Christoffer von Morian och Hedvig Helena Creutz. von Morian blev 1762 student vid Kungliga Akademien i Åbo och 17 oktober 1769 vid Uppsala universitet. Han fick 7 februari 1779 lagmans namn, heder och värdighet och blev 18 november 1782 förste sekreterare i kanslipresidentskontoret. von Morian blev i juli 1771 extraordinarie kanslist i Kanslikollegium och 1772 kopist. Han blev 23 november 1773 andre sekreterare i presidentskontoret och 7 november 1775 vice ceremonimästare. von Morian fick lagmans karaktär och blev 7 november 1786 lagman i Kymmenegårds lagsaga, med avsked 17 november 1795. Han utnämndes 18 juli 1809 till Sankt Annas orden, andra klass och erbjöds i september 1809 att blev landshövding i Tavastehus län, som han undanbad sig på grund av ålder och sjuklighet. von Morian avled 1811 på Sarvlax i Pernå socken.

### Egendom
von Morian ägde Sarvlax i Pernå socken.

### Familj
von Morian gifte sig första gången 28 juni 1787 på Sensböle i Borgå socken med Christina Catharina Rothkirch (1772–1795), som dotter till majoren Wentzel Fredrik Rothkirch och Christina Legerhjelm. De fick tillsammans barnen Johan Fredrik von Morian (1788–1790), Christina Charlotta von Morian (1790–1832) som var gift med överstelöjtnanten Erik Magnus Ehrnrooth, Johan Christoffer von Morian (1791–1796), Catharina Elisabet von Morian (1793–1835) som var gift med landshövdingen Samuel Fredrik von Born och en son (1795–1795). Han gifte sig andra gången 15 september 1795 på Stensböle med Maria Elisabet Rotkirch (1777–1812) som var syster till hans första hustru. De fick tillsammans barnen Johan Fredrik von Morian (1796–1796) och vice häradshövdingen Carl Gustaf von Morian (1796–1820). Efter von Morians död gifte änkan om sig med majoren Wentzel Fredrik Rothkirch.